# Санта-Роса-дель-Сур
Санта-Роса-дель-Сур (исп. Santa Rosa del Sur) — город и муниципалитет на севере Колумбии, на территории департамента Боливар.

## История
Поселение, из которого позднее вырос город, было основано в 1540 году Альфонсо Рамиресом де Орельяно, однако активно окрестности города стали заселяться лишь в 1940 году. Муниципалитет Санта-Роса-дель-Сур был выделен в отдельную административную единицу в 1984 году.

## Географическое положение

Муниципалитет Санта-Роса-дель-Сур

Город расположен в южной части департамента, в восточных предгорьях хребта Центральная Кордильера, на расстоянии приблизительно 308 километров к юго-востоку от города Картахена, административного центра департамента. Абсолютная высота — 610 метров над уровнем моря.

Муниципалитет Санта-Роса-дель-Сур граничит на севере с территорией муниципалитета Моралес, на западе — с муниципалитетом Монтекристо, на юго-востоке — с муниципалитетом Сан-Пабло, на востоке — с муниципалитетом Симити, на юге — с территорией департамента Антьокия. Площадь муниципалитета составляет 2360 км².

## Население
По данным Национального административного департамента статистики Колумбии, совокупная численность населения города и муниципалитета в 2015 году составляла 42 003 человека.
Динамика численности населения муниципалитета по годам:
| 2005   | 2006   | 2007   | 2008   | 2009   | 2010   | 2011   | 2012   | 2013   | 2014   | 2015   |
| ------ | ------ | ------ | ------ | ------ | ------ | ------ | ------ | ------ | ------ | ------ |
| 34 015 | 34 765 | 35 486 | 36 209 | 36 941 | 37 707 | 38 505 | 39 346 | 40 200 | 41 090 | 42 003 |

Согласно данным переписи 2005 года мужчины составляли 52,7 % от населения Санта-Роса-дель-Сур, женщины — соответственно 47,3 %. В расовом отношении белые и метисы составляли 95,5 % от населения города; негры, мулаты и райсальцы — 4,4 %; индейцы — 0,1 %.
Уровень грамотности среди всего населения составлял 83,5 %.

## Экономика
Основу экономики Санта-Роса-дель-Сур составляют сельское хозяйство и горнодобывающая промышленность.

67 % от общего числа городских и муниципальных предприятий составляют предприятия торговой сферы, 26,9 % — предприятия сферы обслуживания, 4,7 % — промышленные предприятия, 1,4 % — предприятия иных отраслей экономики.